# Women's Action Alliance
La Women's Action Alliance (WAA), littéralement en français : Alliance pour l'action des femmes, ou simplement l'Alliance, est une organisation féministe américaine active de 1971 à 1997. Elle est fondée par Gloria Steinem, Brenda Feigen Fasteau (en) et Dorothy Pitman Hughes. Le conseil d'administration de la WAA comprend plusieurs féministes notables telles que Bella Abzug et Shirley Chisholm. La mission de la WAA est d'aider les activistes locales par un soutien technique et de communication et, à travers elles, de créer des changements à l'échelle nationale. 
Le groupe créé un réseau de militantes féministes, coordonne des ressources et mène des initiatives sur un certain nombre de questions. La WAA contribue à susciter un débat sur un programme national de législation féministe, élaborr des stratégies pour lutter contre les stéréotypes sexistes dans l'éducation au développement et  contribue à l'ouverture des premiers refuges pour femmes battues.

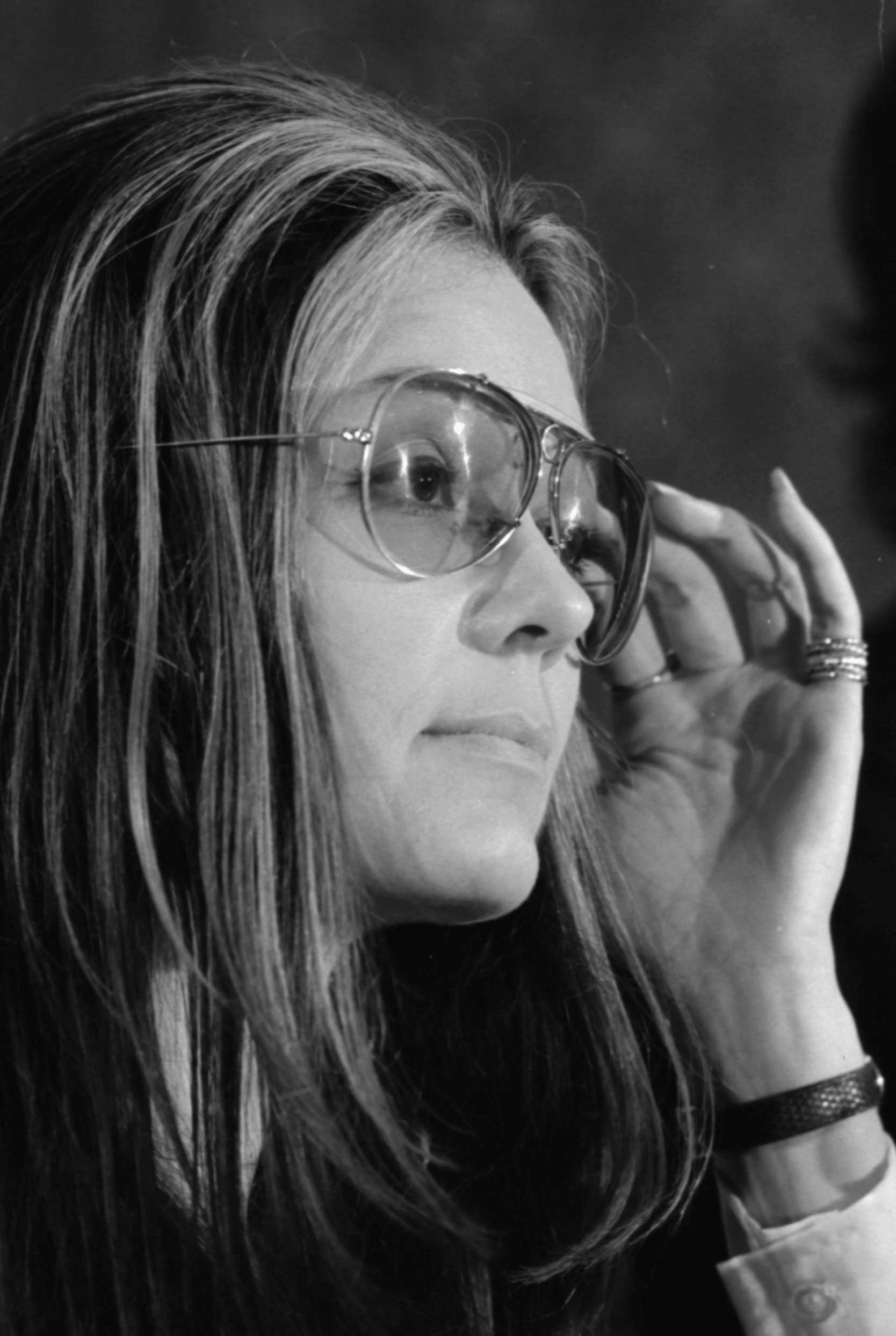
Gloria Steinem lors d'une conférence de presse de la Women's Action Alliance (1972).